# Alique
Alique es un municipio y localidad española de la provincia de Guadalajara, en la comunidad autónoma de Castilla-La Mancha. El término tiene una población de 15 habitantes (INE 2024).

## Geografía
La localidad está situada a una altitud de 921 m sobre el nivel del mar.

## Historia
En 1198 era un lugar de Pareja, y el rey de Castilla Alfonso VIII donó a la localidad de Pareja y a sus aldeas (Chillarón, Parejuela, Alique, Hontanillas y Tabladillo) al obispado de Cuenca.
A mediados del siglo XIX, el lugar contaba con una población censada de 153 habitantes. La localidad aparece descrita en el segundo volumen del Diccionario geográfico-estadístico-histórico de España y sus posesiones de Ultramar de Pascual Madoz de la siguiente manera:

ALIQUE: v. con ayunt. de la prov. y adm. de rent. de Guadalajara (8 leg.), part. de Sacedon (2), aud. terr. y c. g. de Madrid (19), dióc. de Cuenca (12): sit. en un valle dominado de cerros por todos lados, escepto por el SO.: reinan los aires E. y N. y su clima es templado, esperimentándose calenturas catarrales; tiene 50 casas de inferior construccion y escasas comodidades, y aunque también la hay para la municipalidad no es suya propia y pertenece á una obra pia; escuela de niños sin dotacion fija, á la que asisten 12 alumnos, igl. dedicada á S. Antonio Abad, que es aneja á la parr. de la inmediata v. de Pareja, y una fuente buena y abundante para el consumo del vecindario. Confina el térm. por N. con el de Cereceda, E. con el de Hontanilla, S. con el de Pareja, O. con el de Chillaron del Rey, NE. con el de la Puerta, y NO. con el de Mantiel: dist. todas estas pobl. de 1/2 á 1 leg. Comprende un pequeño monte de encina y retallos que se corta para carbon; le riega un pequeño arroyo que viniendo de la parte de la Puerta, cruza el pueblo en dónde tiene un puente, y reuniéndose en el térm. de Pareja con otros, se incorporan en el Tajo hácia el puente que lleva el nombre de este último pueblo, y brotan ademas en diferentes sitios muchos manantiales; el terreno es flojo de mediana calidad y de poco cultivo: los caminos son locales á los pueblos inmediatos: se recibe el correo en Pareja por los mismos interesados tres veces á la semana: cuod.: trigo, avena, vino, aceite, legumbres, nueces, bellota, miel y frutas: se cria con preferencia ganado mular, hay tambien vacuno, cabrio, lanar y caza menor: ind.: un molino de aceite de obra pia ruinoso. pobl.: 45 vec., 153 alm.: cap. prod. 1.614,670 rs.: imp.: 52,320: contr.: 3,205 rs. 22 mrs.: presupuesto municipal: 3,000 rs. del que se pagan 250 al secretario por su dotacion, y se cubre con repartimiento vecinal: este pueblo fue ald. de Pareja, y hace solo 5 años que se halla independiente.
(Madoz, 1849, p. 11)

## Demografía
Alique cuenta con una población de 15 habitantes (INE 2024).
| Gráfica de evolución demográfica de Alique entre 1842 y 2021                                                        |
| |
| Población de derecho según los censos de población del INE Población de hecho según los censos de población del INE |

| 1991 |  | 1996 |  | 2001 |  | 2004 |  | 2013 |  | 2015 |
| ---- |  | ---- |  | ---- |  | ---- |  | ---- |  | ---- |
| 39   |  | 37   |  | 34   |  | 36   |  | 22   |  | 18   |